# Lomaptera helleri
Lomaptera helleri är en skalbaggsart som beskrevs av Moser 1908. Lomaptera helleri ingår i släktet Lomaptera och familjen Cetoniidae. Inga underarter finns listade i Catalogue of Life.